# Lepus (sottogenere)
Lepus Linneo, 1758 è il sottogenere nominale del genere Lepus, comprendente tutte le specie di mammiferi lagomorfi conosciute col nome comune collettivo di lepri.
Al sottogenere vengono ascritte 3 specie, caratterizzate da una grossa taglia (in media 60 cm per 5 kg di peso), costituzione tozza e robusta, zampe corte e ricoperte di pelo anche sulla pianta del piede e munite di forti unghie, orecchie piccole e corte, ma soprattutto dalla caratteristica di possedere due manti, uno invernale di colore bianco candido (con la punta delle orecchie o della coda nera) ed uno estivo, di colore bruno.

## Tassonomia
La classificazione del sottogenere, estratta dall'Integrated Tassonomic Information System, è la seguente:
Ordine Lagomorfi
- Famiglia Leporidae
  - Genere Lepus
    - Sottogenere Lepus
      - Lepus arcticus - lepre artica
      - Lepus othus - lepre dell'Alaska
      - Lepus timidus - lepre bianca

## Biologia
Il fatto che si tratti del sottogenere nominale non deve trarre in inganno, facendo pensare che in esso sia compresa anche la specie tipo, vale a dire la lepre comune (Lepus europaeus), che è invece ascritta al sottogenere Eulagos: fanno invece parte del sottogenere Lepus le grosse lepri dei climi freddi, diffuse attorno al Circolo polare artico in Groenlandia, Canada (Lepus arcticus), Alaska, Kamčatka (Lepus othus), Siberia, Scandinavia (Lepus timidus, che ha distribuzione peculiare in quanto, come conseguenza dello scioglimento dei gihiacci in seguito alla fine dell'ultima era glaciale, si è ritrovata "bloccata" anche più a sud del suo areale, in Irlanda e lungo l'arco alpino, dove sopravvive a tutt'oggi).
Tutte le specie ascritte al sottogenere hanno abitudini solitarie e crepuscolari, mentre durante il giorno possono prendere il sole per riscaldarsi o riposare nascoste in qualche anfratto o fra la neve, aiutate dal manto mimetico e differente a seconda delle stagioni. Altra peculiarità sta nel fatto che le lepri di questo sottogenere possono riunirsi in piccoli gruppi: questo accade generalmente quando le temperature sono troppo rigide, per cui gli animali cercano calore nel contatto reciproco. Sono animali fondamentalmente erbivori, anche se per far fronte ai rigori invernali possono occasionalmente cibarsi anche di carogne ed insetti.

La stagione riproduttiva cade nei mesi estivi, e pare sincronizzata in tutte le femmine di una data popolazione, poiché tutti i parti cadono generalmente in un lasso di tempo piuttosto breve, dopo un mese circa di gestazione. I piccoli restano con la madre per qualche giorno, dopodiché essa li raggiunge solo per allattarli e già dopo due settimane essi sono praticamente indipendenti, anche se non vengono svezzati prima del mese e mezzo di vita.